# Acronia arnaudi
Acronia arnaudi är en skalbaggsart som beskrevs av Hüdepohl 1983. Acronia arnaudi ingår i släktet Acronia och familjen långhorningar.
Artens utbredningsområde är Filippinerna. Inga underarter finns listade i Catalogue of Life.